# André Kana-Biyik
André Kana-Biyik (Sackbayémé, 1º settembre 1965) è un ex calciatore camerunese, di ruolo centrocampista.

## Palmarès

### Club

#### Competizioni nazionali
- Campionato francese di seconda divisione: 1

Le Havre: 1990-1991 (girone B)